# Metasaleeïta
La metasaleeïta és un mineral de la classe dels fosfats, que pertany al grup de la metaautunita. Rep el nom per ser una saleeïta deshidratada. El nom arrel és en honor d'Achille Léon Salée (6 de setembre de 1883 Spa, Bèlgica - 13 de març de 1932 Isavi, Ruanda), professor de la Universitat Catòlica de Lovaina, Bèlgica.

## Característiques
La metasaleeïta és un fosfat de fórmula química Mg(UO₂)₂(PO₄)₂·8H₂O. Es tracta d'una espècie aprovada per l'Associació Mineralògica Internacional, i publicada per primera vegada el 1950.
Segons la classificació de Nickel-Strunz, la metasaleeïta pertany a «08.EB: Uranil fosfats i arsenats, amb ràtio UO₂:RO₄ = 1:1» juntament amb els següents minerals: autunita, heinrichita, kahlerita, novačekita-I, saleeïta, torbernita, uranocircita, uranospinita, xiangjiangita, zeunerita, metarauchita, rauchita, bassetita, lehnerita, metaautunita, metauranocircita, metauranospinita, metaheinrichita, metakahlerita, metakirchheimerita, metanovačekita, metatorbernita, metazeunerita, przhevalskita, metalodevita, abernathyita, chernikovita, metaankoleïta, natrouranospinita, trögerita, uramfita, uramarsita, threadgoldita, chistyakovaïta, arsenuranospatita, uranospatita, vochtenita, coconinoïta, ranunculita, triangulita, furongita i sabugalita.

## Formació i jaciments
Va ser descoberta a la mina Shinkolobwe, al districte de Kambove (Alt Katanga, República Democràtica del Congo). També ha estat descrita a Kamoto, a la província de Lualaba, també a la República Democràtica del Congo, així com a Itàlia, Espanya, Portugal, Eslovàquia i Anglaterra.